# Zhang Dai

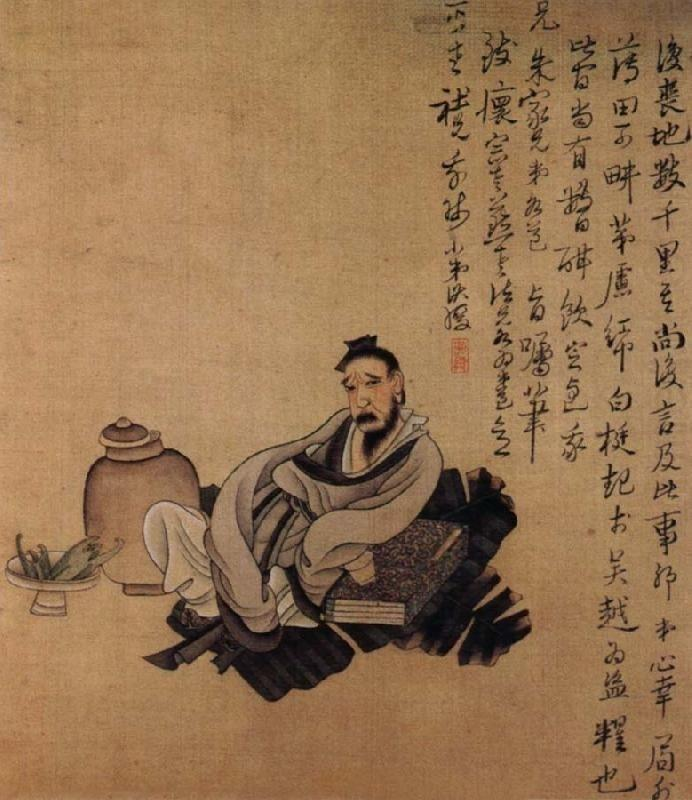
Ilustración de Zhang Dai.

Zhang Dai (张岱; nombre de cortesía: Zhongzhi (宗子), pseudónimo: Tao'an (陶庵)) (1597-1689) escritor chino de la dinastía Ming. Conocido como el más importante escritor de esta dinastía, escribió más de 30 libros que abarcan diversos aspectos de la Literatura y la Historia. Sus libros más famosos:
- Tao An Meng Yi (陶庵梦忆 Reminiscencias de sueños de Tao An),  1665.
- Xi Hu Meng Xun (西湖梦寻 En busca onírica del lago occidental)

## Libros
- 张岱 Zhang Dai: 陶庵梦忆 Tao An Meng Yi, 1986 edition, Golden Maple Publishing House, Taiwán
- 张岱 Zhang Dai: 西湖梦寻 Xi Hu Meng Xun, Search The West Lake in Dreams. ISBN 957-763-132-0

- Datos: Q706214
- Multimedia: Zhang Dai / Q706214